# Дороті Ендрюс
Дороті Ендрюс (англ. Dorothy Andrus; 14 січня 1908 — 29 вересня 1989) — колишня американська тенісистка.
Найвищим досягненням на турнірах Великого шолома були фінали в парному розряді.

## Фінали турнірів Великого шолома

### Парний розряд (2 поразки)
| Результат | Рік  | Турнір                     | Покриття | Партнерка      | Суперниці                         | Рахунок       |
| --------- | ---- | -------------------------- | -------- | -------------- | --------------------------------- | ------------- |
| Поразка   | 1934 | Національний чемпіонат США | Трава    | Каролін Бабкок | Гелен Джейкобс Сара Палфрі-Кук    | 6–4, 3–6, 4–6 |
| Поразка   | 1935 | Національний чемпіонат США | Трава    | Каролін Бабкок | Гелен Джейкобс Сара Палфрі-Фаб'ян | 4–6, 2–6      |